# 古い
| ウィキペディアには「古い」という見出しの百科事典記事はありません（タイトルに「古い」を含むページの一覧/「古い」で始まるページの一覧）。 代わりにウィクショナリーのページ「古い」が役に立つかもしれません。 |